# Парламент Нової Зеландії
Парламент Нової Зеландії (англ. The New Zealand Parliament, маор. Pāremata Aotearoa) — законодавчий орган Нової Зеландії, до складу якого входять Король Нової Зеландії (Корона-в-Парламенті) та Палата представників Нової Зеландії. Королева зазвичай представлена генерал-губернатором. До 1951 року існувала верхня палата — Законодавча рада Нової Зеландії. Парламент Нової Зеландії був створений у 1854 році і є одним із найстаріших законодавчих органів у світі, що постійно діють. Засідає у столиці Нової Зеландії Веллінгтоні з 1865 року.
Палата представників зазвичай складається зі 120 членів парламенту, хоча іноді може бути й більше через навісні місця. 71 депутат обирається безпосередньо виборцями, решта місць займають депутати за партійними списками на підставі частки кожної партії в загальному партійному голосуванні. Маорі представлені в парламенті з 1867 року, а в 1893 році жінки отримали право голосу. Хоча вибори можна призначити й достроково, кожні три роки парламент розпускається і збирається на переобрання.
Парламент тісно пов'язаний з виконавчою владою. Уряд Нової Зеландії складається з прем'єр-міністра (глави уряду) й інших міністрів. Згідно з принципом відповідального управління ці особи завжди обираються з Палати представників і підзвітні їй.
Ані монарх (нині Чарльз III), ані її генерал-губернатор не беруть участь у законодавчому процесі, за винятком підтвердження та схвалення королевою законопроєкту, прийнятого Палатою, відоме як надання королівської згоди, яке необхідне для того, щоб законопроєкт став законом.